# エマ・ワイアント
エマ・ワイアント（Emma Weyant, 英語発音: /ˈɛmə ˈwaɪənt/; 2001年12月24日-）は、アメリカ・フロリダ州サラソータ出身の競泳選手。2021年現在バージニア大学に在籍。2018年パンパシフィック選手権ジュニアの部の400m個人メドレーで金メダル、800m自由形で銅メダルを獲得。2020年東京オリンピックの400m個人メドレーでアメリカ代表として出場し、銀メダルを獲得した。
ベストタイムは800m自由形で8分29.31秒 (2019年)、400m個人メドレーで4分32.76秒 (2021年)
。